# 海峡のアリア
海峡のアリア（かいきょうのアリア、해협의 아리아）は、田月仙の自伝的ノンフィクション（「海峡を越えた歌姫」より改題）。第13回小学館ノンフィクション大賞優秀賞を受賞すると共に在日朝鮮人の帰還事業への関心を呼び起こす。
田月仙が開催しているリサイタルシリーズの題名
- 2007年、リサイタル「海峡のアリア」
- 2010年、リサイタル「海峡のアリア PART2」「海峡のアリア PART3」
- 2011年、リサイタル「海峡のアリア PART4」
- 2012年、リサイタル「海峡のアリア PART5」

2013年4月7日に 韓国放送公社で放送された番組名「KBSスペシャル 海峡のアリア 田月仙30年の記録」（KBS스페셜 해협의 아리아 -전월선 30년의 기록）。